# Rudolf Bengt Stackelberg
Rudolf "Rua" Bengt (von) Stackelberg (ryska: Рудольф Александрович фон Штакельберг), född 2 maj 1880 på Lassinorm, Guvernementet Estland, Kejsardömet Ryssland, död 1940 i Helsingfors, var en balttysk-rysk friherre ceremonimästare, hov- och statstjänsteman.
Stackelberg var son till godsägaren Alexander Stackelberg och Marie von Dahn. Han gifte sig med friherrinnan Helena von Maydel 1904 i Reval, dotter till Gottlieb Mikael von Maydell och Lydia von Schmidt. I äktenskapet föddes flera barn, bland vilka märks Alexander Stackelberg.
Stackelberg tjänstgjorde på kontoret på ministeriet för det kejserliga hovet som kontorist, och från 1911 titulerades han "ceremonimästare".

## Utmärkelser
- Sankt Stanislausorden, andra klassen
- Hederslegionen
- Sankt Savaorden
- Frälsarens orden
- Dannebrogorden
- Civilförtjänstorden
- Vasaorden
- Minnesmedalj för 100-årminnet av 1812 års krig
- Medaljen till minne av det rysk-japanska kriget
- Sankt Annas orden, andra klass
- Medalj "till minne av huset Romanovs 300-årsdag"
- Sankt Vladimirs orden, fjärde klassen
- Medal of Red Cross in Memory of Russo-Japanese War
- Huset Bukharas orden

[Redigera Wikidata]